# Apeiba discolor
Apeiba discolor là một loài thực vật có hoa trong họ Cẩm quỳ. Loài này được (Spreng.) G.Don mô tả khoa học đầu tiên năm 1831.